# Macedo Miranda
José Carlos de Macedo Miranda, mais conhecido como Macedo Miranda (Resende-RJ, 8 de março de 1920 - Rio de Janeiro-RJ, 5 de março de 1974), ou como Zuza para os mais próximos, foi um arquivologista, jornalista e romancista brasileiro.
Autor de 16 livros, ele foi o escritor fluminense que melhor retratou o Vale do Paraíba no momento após o declínio do café, atestam as críticos. Seu livro, "O Deus Faminto", é considerado uma das mais importantes e consistentes produções brasileiras da primeira metade do século XX. Nas palavras de Antonio Olinto, crítico literário do jornal Tribuna da Imprensa do Rio de Janeiro: "Neste novo milênio, em que surgem mudanças tanto no pensar e fazer literatura como no viver o simples dia-a-dia de quem pensa e faz literatura, a obra de Macedo Miranda precisa ser reeditada. Elo entre o final do fausto do café e as indecisões de agora, pode levar-nos a compreender nosso País (que para isso existem os escritores) e a que nele possamos perceber a força de um realismo antes de tudo humanístico.".
É pai do ex-jornalista Carlos Alfredo de Macedo Miranda.

## Figura importante na cidade de Resende
Formado em direito, Macedo Miranda advogou e substituiu inúmeras vezes o Promotor Público da cidade, além de ter sido Consultor Jurídico da Prefeitura de Resende.
Era colaborador do jornal A Lira a fazia parte do Grêmio Literário do município.
Em 1948, quando assessorava o prefeito da cidade da época, Geraldo Rodrigues, criou a Biblioteca Pública Municipal de Resende. Em 1950, com apoio de diversos artistas e amigos, criou o Museu de Arte Moderna de Resende.
Em 1951 e se muda definitivamente para o Rio de Janeiro, onde se destaca como Jornalista e como escritor.

## Morte
Macedo Miranda morreu em 1974, após um infarto, em consequência de um câncer no esôfago. Seu corpo foi trazido para Resende e enterrado no jazigo da família no Cemitério Senhor dos Passos.

## Homenagens
- A "Fundação Casa de Cultura Macedo Miranda", de Resende-RJ, tem esse nome em sua homenagem.[6]
- O Prêmio Macedo Miranda, instituído em 1999 com o intuito de agraciar os destaques da Cultura de Resende, tem esse nome em sua homenagem.[7]
- Em 2020, em comemoração ao seu 100º aniversário, a exposição ‘Carrego Resende em Mim- 100 Anos do Escritor Macedo Miranda’ foi organizada na cidade de Resende, retratando a vida e as obras de Macedo Miranda, com o objetivo de mostrar a importância do escritor para a cultura do município.[4]

## Livros Publicados
- Fonte:[8]

| #              | Ano  | Livro                              | Gênero                           | Editora                        | Info                 |
| -------------- | ---- | ---------------------------------- | -------------------------------- | ------------------------------ | -------------------- |
| 01             | 1955 | A Hora Amarga                      | Romance                          | Edições O Cruzeiro             |                      |
| 02             | 1955 | Litoral dos Medos                  | Poemas                           | Serviço de Documentação do MEC |                      |
| 03             | 1957 | Lady Godiva                        | Romance                          | Livraria São José              |                      |
| 04             | 1957 | Pequeno Mundo Outrora              | Contos                           | Serviço de Documentação do MEC |                      |
| 05             | 1962 | A Cabeça do Papa                   | Romance                          | Edições GRD                    |                      |
| 06             | 1964 | As Três Chaves                     | Contos                           | Editora Letras e Artes         |                      |
| 07             | 1965 | Roteiro da Agonia                  | Romance                          | Editora Civilização Brasileira |                      |
| 08             | 1966 | O Elefante Noturno                 | Contos                           | Edições Bloch                  |                      |
| 09             | 1967 | O Deus Faminto                     | Romance                          | Editora Civilização Brasileira |                      |
| 10             | 1968 | O Sol Escuro                       | Romance                          | Ed. Bloch                      | Coleção Roteiro      |
| 11             | 1969 | O Rosto de Papel                   | Romance                          | Gráfica Record Editora         |                      |
| 12             | 1970 | Sábado Gordo                       | Romance                          | Olivé Editor                   |                      |
| 13             | 1971 | O Pão dos Mortos                   | Romance                          | Editora Embrasa                |                      |
| 14             | 1976 | Abismo, Abismo                     | Romance                          | Editora Civilização Brasileira | Lançado Postumamente |
| Não Publicados |      |                                    |                                  |                                |                      |
| 15             |      | Rios dos Bois                      | Romance                          |                                |                      |
| 16             |      | A Crucificação ao Alcance de Todos | Romance                          |                                |                      |
| 17             |      | Mundo Azul com Dois Chineses       | Contos                           |                                |                      |
| 18             |      | Encontros de Contos                | Seleção de Publicados e Inéditos |                                |                      |